# Turkije Instituut
Het Turkije Instituut was een Nederlandse instelling die van 2007 tot eind 2015 actief was. Het doel van het instituut was in nauwe samenwerking met derden activiteiten ontwikkelen die bijdragen aan een betere kennis van Turkije vanuit een Nederlands perspectief. Hierbij was het Instituut, zoals op de website vermeld, onafhankelijk. Het Instituut werd opgericht op 27 november 2007 in Den Haag. Lily Sprangers, voormalig zakelijk directeur van het Duitsland Instituut, kreeg het idee voor de oprichting nadat was gebleken dat het Duitsland Instituut succesvol was in het vergroten van de kennis over Duitsland onder een breed Nederlands publiek.
Door middel van een website, een maandelijkse nieuwsbrief en het organiseren van activiteiten streefde het Turkije Instituut ernaar om bij te dragen aan een beeld van Turkije dat recht doet aan de politieke, economische en sociale ontwikkelingen die dit land de laatste decennia heeft doorgemaakt met daarbij ook aandacht voor de grote uitdagingen waarvoor Turkije zich gesteld ziet.
Op de website van het Instituut komen naast economische, historische en culturele onderwerpen ook voor de Turkse overheid gevoelige thema’s als de Koerden en de Armeense Genocide aan de orde. Volgens critici zou het Instituut beïnvloed worden door de Turkse staat en is de informatie over dit soort onderwerpen gekleurd. Anderen  stellen dat het Instituut juist te negatief is over Turkije. Betrokkenen bij het Instituut, zoals voorzitter Floris Maljers, wijzen erop dat het Turkije Instituut geen enkele financiële band heeft met Turkije en volledig onafhankelijk is.
Een ander punt van kritiek  is dat het Instituut een lobby zou zijn voor de toetreding van Turkije tot de Europese Unie. Dit wordt vooral gevoed door de stelling dat de Nederlandse ondernemingen die het Instituut sponsoren er belang bij zouden hebben dat Turkije toetreedt en het feit dat medeoprichter en voorzitter van de wetenschappelijke raad Erik-Jan Zürcher in de tijd waarin het instituut actief was een uitgesproken voorstander van toetreding was. Anderen  wijzen erop dat het Turkije Instituut zich in zijn presentatie naar buiten niet uitspreekt over de (on)wenselijkheid van een Turks EU-lidmaatschap. Volgens directeur Lily Sprangers is het Instituut een makelaar in informatie en geen pr-bureau voor Turkije.
Het Turkije Instituut is sinds eind 2015 gesloten, volgens de website van het instituut vanwege ‘het gebrek aan perspectief op nieuwe fondsen, mede in het licht van de ontwikkelingen in Turkije.’